# Fairview, Kansas
Fairview är en ort i Brown County i Kansas. Vid 2010 års folkräkning hade Fairview 260 invånare.

## Kända personer från Fairview
- William P. Lambertson, politiker